# Mel
O mel (plural: meles ou méis) (pronúncia br:/mɛw/ pronúncia pt:/mɛl/) é um alimento, geralmente encontrado em estado líquido viscoso e açucarado, que é produzido pelas abelhas a partir do néctar recolhido de flores e processado pelas enzimas digestivas desses insetos, sendo armazenado em favos em suas colmeias para servir-lhes de alimento.
O mel sempre foi utilizado como alimento pelo homem, obtido inicialmente de forma extrativa e, muitas vezes, de maneira danosa às colmeias. Com o passar dos séculos, o homem aprendeu a capturar enxames e instalá-los em "colmeias artificiais". Por meio do desenvolvimento e aprimoramento das técnicas de manejo, conseguiu aumentar a produção de mel e extraí-lo sem danificar a colmeia. Com a "domesticação" das abelhas para a produção de mel, temos então o início da apicultura. 
Atualmente, além do mel, podemos obter diversos produtos como o pólen apícola, o Pão de abelha, a Própolis, a geleia real, a apitoxina e a cera.
Além da produção e comercialização de rainhas e em alguns casos de enxames e crias.

## Formação

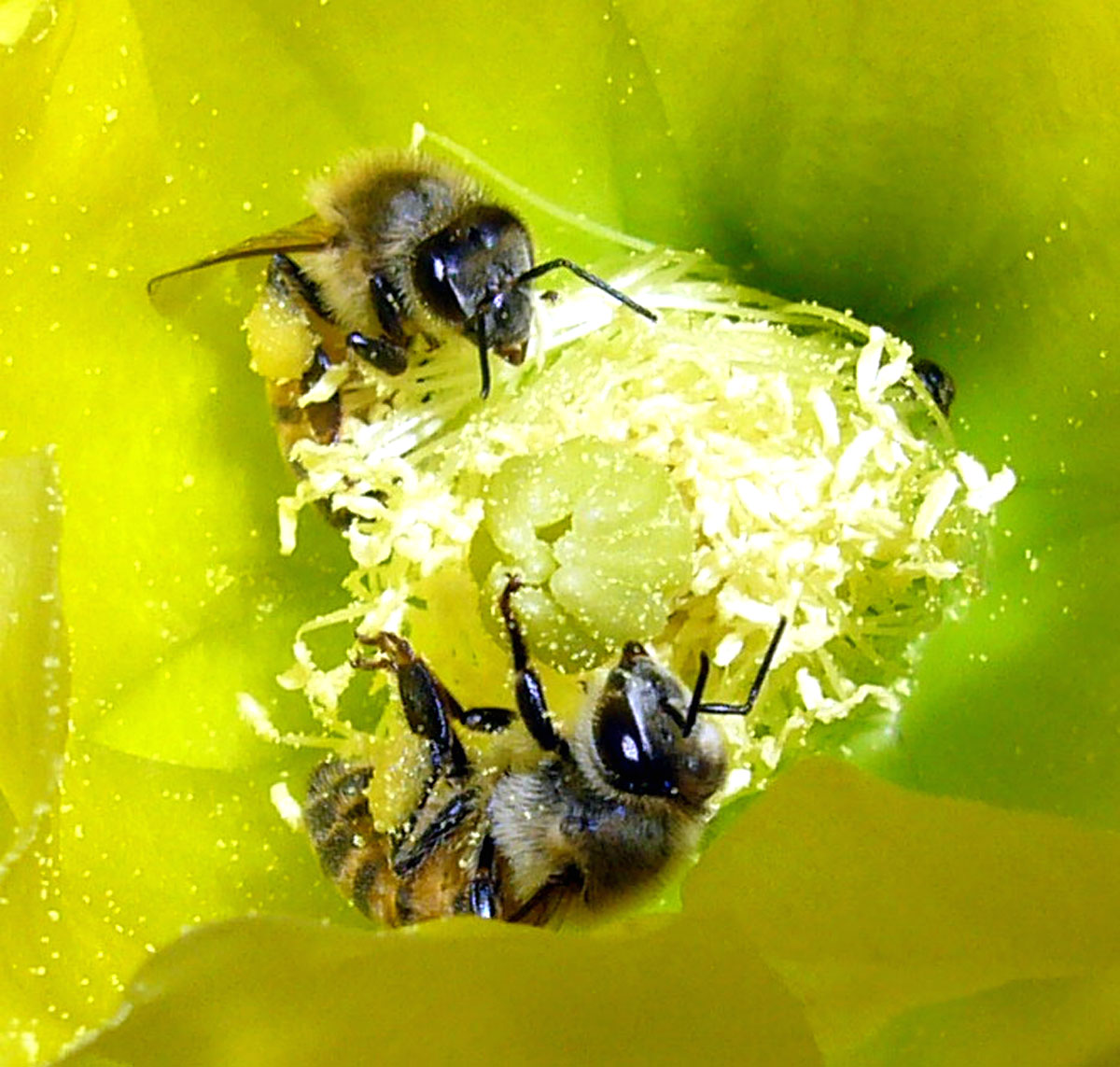
Polinização

A formação do mel está intimamente relacionada ao processo de polinização das flores através da atração aromática exercida por elas, dentre os insetos atraídos pelas flores temos as abelhas, sendo estas geralmente atraídas por flores de aromas agradáveis ao ser humano. A capacidade olfativa das abelhas se devem a inúmeras estruturas localizadas em seu par de antenas, que também possuem estruturas para tato e audição.
As abelhas sugam o néctar da flor, depositando-o no papo ou vesícula nectífera, onde enzimas irão decompor o açúcar do néctar em dois açúcares mais simples, a frutose e a glicose, durante o transporte diversas secreções são acrescentadas ao néctar, sendo adicionadas enzimas como a invertase, diastase, glicose oxidase, catalase e fosfatase. Ao retornar a colmeia, a abelha deposita o néctar em favos onde este perderá grande parte de sua água e se transformando em mel.

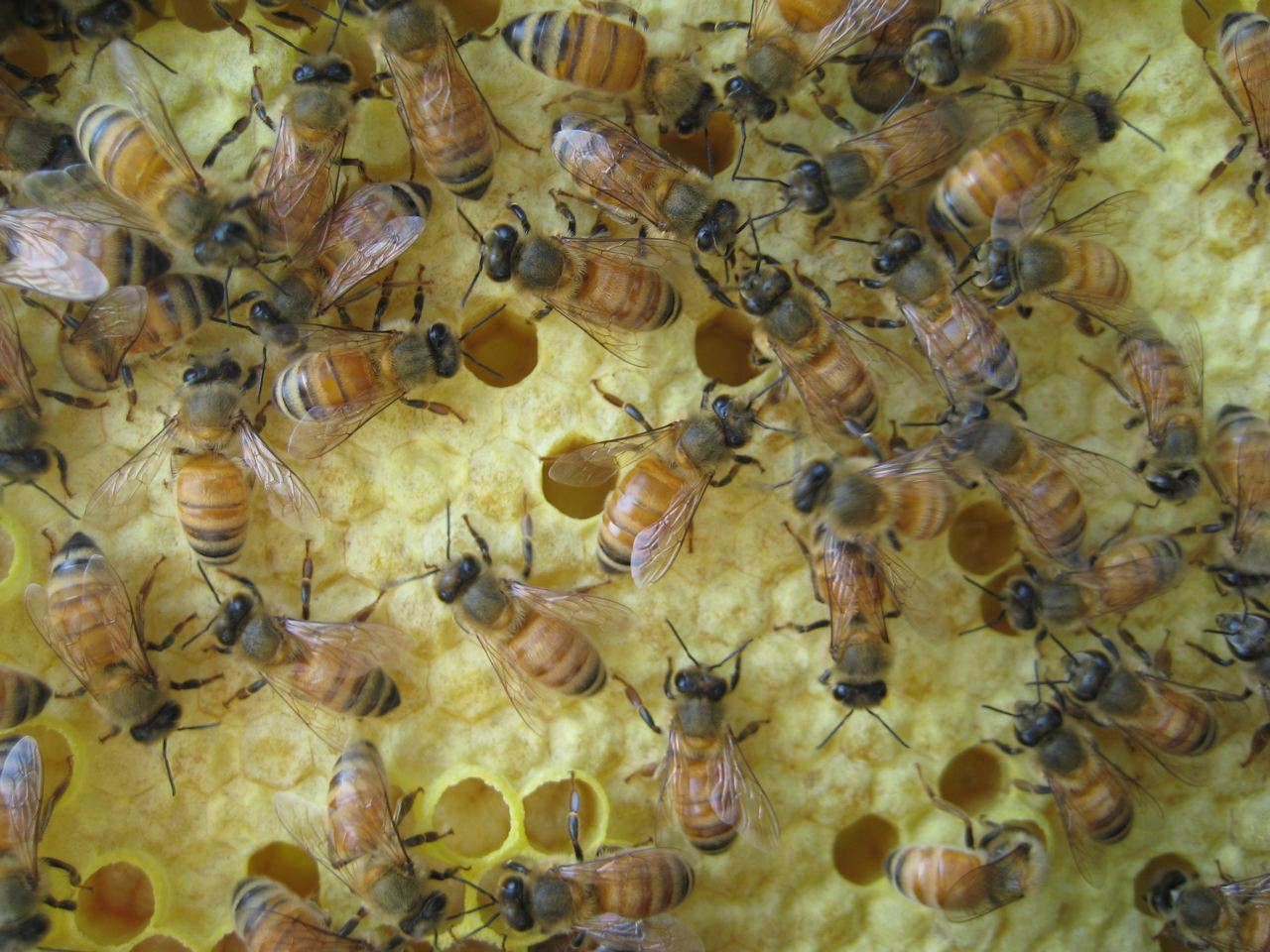
Abelhas trabalhando nos favos

É importante salientar que, a despeito de o mel utilizado atualmente em maior escala na alimentação humana provir da produção das abelhas melíferas, notadamente do gênero Apis, cerca de 20 mil insetos também o produzem em menor quantidade e não são explorados economicamente.

## Variedades de mel

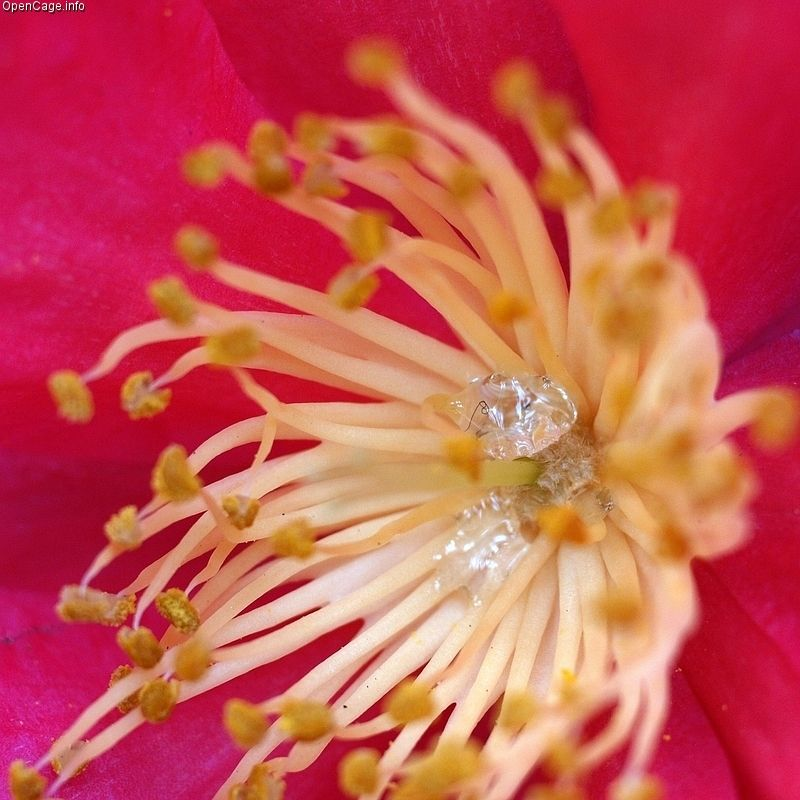
Flor com polen

Existem dezenas de variedades de mel de abelhas e marimbondos que podemos obter segundo a floração, os terrenos de obtenção, as técnicas de preparação, além da espécie de abelha melífera. Dessa forma variam em cor, aroma e sabor. Diferenciam-se, assim, na cor, indo do branco incolor, amarelo ao castanho principalmente.
A sua cor e sabor estão diretamente relacionadas com a predominância da florada utilizada para a sua produção. Os méis de coloração clara apresentam sabor e aroma mais suaves, como, por exemplo, os produzidos em pomares de laranjeiras, que têm alta cotação no mercado. No entanto, os méis de coloração escura são mais nutritivos, ricos em proteínas e sais minerais.
Outra característica marcante em alguns méis é a consistência líquida ou endurecida que poderá apresentar quando armazenado em recipiente, sendo de igual qualidade sob esse aspecto.
No que diz respeito ao néctar, pode provir de uma única flor (mel monofloral) ou de várias (mel plurifloral). A obtenção de méis monoflorais depende das características edafo-climáticas da região, bem como das variações de temperatura e pluviosidade, dentre outros fatores, além da adoção de técnicas pelo apicultor, a presença de outro néctar em pequena quantidade não influi apreciavelmente no seu aroma, cor e sabor.

## Cristalização do mel

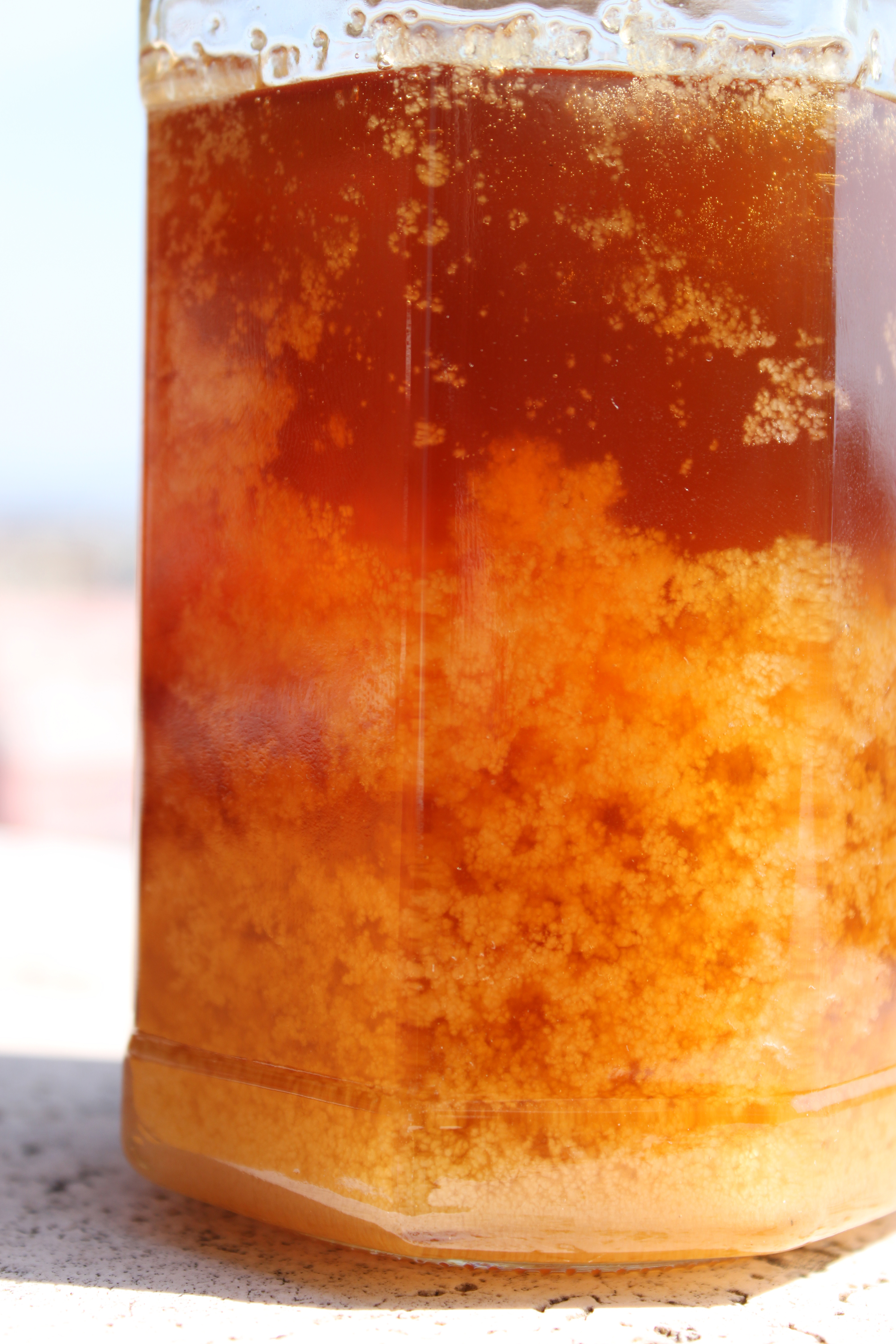
Detalhe da cristalização do mel

Por se tratar de uma solução saturada de açúcares, o mel tende a cristalizar-se de forma espontânea, adquirindo uma consistência sólida, esse efeito nada mais é do que a condensação, a aglutinação, das partículas de glicose. A cristalização do mel é uma garantia da sua qualidade e de sua pureza, quando cristalizado ele mantém todas as suas propriedades nutricionais e energéticas, além de manter o aroma e sabor. Geralmente, os méis puros acabam por cristalizar com o passar do tempo, se um mel não cristaliza é possível que tenha sido submetido ao aquecimento durante o processo de extração, ou, talvez, antes do envasilhamento. A temperatura habitualmente praticada em tais processos (acima dos 40 °C) destrói as inibinas do mel, que são substâncias termolábeis e fotolábeis (destruídas com o calor e com a luz), que conferem capacidade bactericida ao mel. Os cristais do mel retornam ao estado liquido quando colocados em banho-maria a uma temperatura de 40 °C, o que não ocorre com mel fraudado por conter, em sua maioria, açúcar de cana.

## Composição
De um modo geral, o mel é constituído, na sua maior parte (cerca de 75%), por hidratos de carbono, nomeadamente por açúcares simples (glicose e frutose). O mel é também composto por água (cerca de 20%), por minerais (cálcio, cobre, ferro, magnésio, fósforo, potássio, entre outros), por cerca de metade dos aminoácidos existentes, por ácidos orgânicos (ácido acético, ácido cítrico, entre outros) e por vitaminas do complexo B, por vitamina C, D e E. O mel possui ainda um teor considerável de antioxidantes (flavonoides e fenólicos).
Segundo a legislação brasileira, as concentrações permitidas são de, no mínimo, 65 g/100 g para açúcares totais e 6 g/100 g, no máximo, para teores de sacarose, além do teor de água não poder ultrapassar os 20%.

### Açúcares
O açúcar é o principal componente do mel, sendo composto principalmente por monossacarídeos (frutose e glicose) que compõem 80% da quantidade total, sendo 10% composto por dissacarídeos (sacarose e maltose). As características físicas do mel, como a viscosidade, a densidade, a higroscopicidade e a capacidade de cristalização estão relacionadas principalmente com as diferentes concentrações de tipos de açúcares no mel.

### Água
Assim como o açúcar, a água presente no mel é um importante elemento a influenciar suas características físicas. Além de influir também no tempo de maturação, no sabor, na conservação e em sua palatabilidade. Naturalmente, seu valor varia entre os 15% e 21%, sendo mais comum encontrarmos taxas de 17%. Apesar de a legislação brasileira permitir um valor máximo de 20%, teores acima de 18% já podem comprometer sua qualidade.
A fermentação de mel, através da ação de leveduras presentes em sua composição, pode ocorrer em situações de elevados teores de umidade no ambiente. A fermentação pode ocorre mais facilmente nos méis verdes, aqueles colhidos de favos que não foram devidamente fechados pelas abelhas. No entanto, fatores como má assepsia durante a extração, manipulação, envase e acondicionamento em local não apropriado também influem na fermentação.

### Valor Nutritivo
O mel é um importante complemento à alimentação humana, pois, além do alto valor energético, é um alimento rico em substancias benéficas ao equilíbrio de nosso organismo, tais como vitaminas, minerais e aminoácidos.

## Uso medicinal
O mel sempre foi reconhecido devido às suas propriedades terapêuticas.
"Várias pesquisas indicaram que o mel tem fortes propriedades de cicatrização de feridas e tem efeitos antibacterianos, anti-inflamatórios, antifúngicos e antivirais; portanto, é um agente antidiabético promissor. Os potenciais mecanismos antidiabéticos do mel foram propostos com base em seus principais constituintes".
A apiterapia é a utilização de produtos derivados de abelhas em tratamentos terapêuticos. Diversos estudos científicos realizados nos últimos anos vem confirmando os efeitos benéficos desses produtos à saúde humana de tal maneira, que já se utilizam de algumas dessas práticas no sistema de saúde da Alemanha.
Essas propriedades medicinais são atribuídas principalmente ao mel, dentre as quais a capacidade antimicrobiana vem sendo confirmada por meio de experimentos científicos. Fatores físicos, como sua alta osmolaridade e acidez, e os fatores químicos relacionados com a presença de substâncias inibidoras, como o peróxido de hidrogênio, e substâncias voláteis, como flavonoides e ácidos fenólicos vem sendo descritos como responsáveis por essa atividade antimicrobiana. Propriedades antissépticas e antibacterianas também tem sido pesquisadas e confirmadas.
Apesar de suas propriedades terapêuticas, o mel não pode ser consumido por crianças com idade inferior a 1 ano, devido a possibilidade de contaminação pela bactéria Clostridium botulinum, causadora de botulismo. O sistema imune de crianças nesta faixa etária não possui capacidade imunológica para destruir o microorganismo.
O mel contém mangiferina (substância assim batizada por ter sido identificada, pela primeira vez, na manga) presente também nas folhas do cafeeiro (ver: Chá de folha de café). Estudos apontam que a mangiferina tem efeitos anti-inflamatórios, antidiabéticos, positivos sobre os níveis de colesterol e protetor das células nervosas.

## Uso nutricional
O mel também é utilizado na composição de bebidas como o hidromel, bebida fermentada a partir do mel e água, e a poncha, feita de aguardente de cana-de-açúcar, mel de abelhas e sumo de limão.
Seu consumo no país como forma de alimento ainda é muito baixo (aproximadamente 300 g/habitante/ano), principalmente ao se comparar com países como os Estados Unidos e os da Comunidade Europeia e África, que podem chegar a mais de 1 kg/ano por habitante.[carece de fontes?]

## Sistemas de produção de mel
O sistema mais moderno e mais fácil de se produzir mel é chamado de "Flow Hise", o qual elimina diversas etapas de processamento do mel e o obtém de forma direta e envasada, sem necessitar abrir a tampa e estressar as abelhas na hora de retirar mel. O sistema se destaca pelo girar uma alavanca que faz os favos liberarem todo o mel numa canaleta. É chamado de "sistema automatico de melgueira" para apicultura. O restante do sistema é semelhante as caixas  desenvolvidas pelo pastor Langstroth da famosa "Colmeia Langstroth". Assim se resume as vantagens do sistema Flow Hise:
"Tirar mel direto da colmeia, sem abri-la, significa que a colheita não é mais igual a longas horas de trabalho pegajoso quente, com levantamento de peso e equipamentos de processamento caros. A tecnologia patenteada de célula dividida da Flow usa um favo parcialmente formado que as abelhas completam. Depois de preenchido e tampado, gire a chave e dentro das células do favo de mel se dividir, criando canais para o mel fluir enquanto as abelhas permanecem intactas na superfície do favo. Observe como o mel puro e fresco flui da colmeia para o seu frasco. Sem bagunça, sem confusão." 

## Produção mundial
| País                                     | Produção em 2018 (mil toneladas anuais) |
| ---------------------------------------- | --------------------------------------- |
| China                                    | 457,2                                   |
| Turquia                                  | 114,1                                   |
| Argentina                                | 79,4                                    |
| Irão                                     | 77,5                                    |
| Ucrânia                                  | 71,2                                    |
| Estados Unidos                           | 69,1                                    |
| Índia                                    | 67,4                                    |
| Rússia                                   | 65,0                                    |
| México                                   | 64,2                                    |
| Etiópia                                  | 50,0                                    |
| Brasil                                   | 42,3                                    |
| Total mundial                            | 1 851                                   |
| Fonte: Food and Agriculture Organization |                                         |

## Produção de mel no Brasil

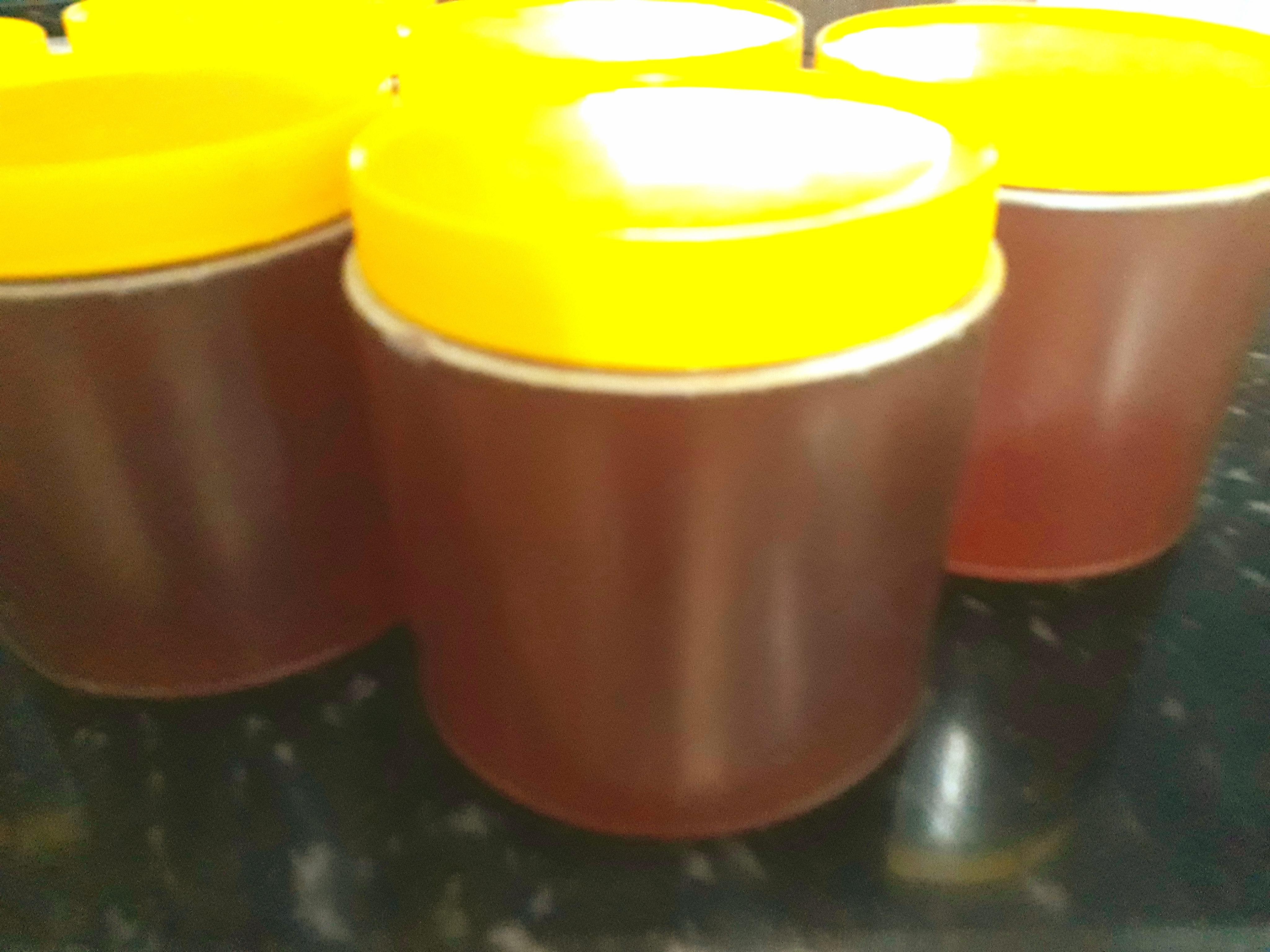
Potes de mel produzido em Imbaú, no Paraná.

Diversos fatores favorecem a produção de mel no país, dentre eles podemos citar as favoráveis condições climáticas em quase todo o seu território, além de extensas áreas ocupadas com cobertura vegetal natural diversificada, ou por culturas agrícolas que tendem a diversificar e aumentar a qualidade do mel. Temos ainda uma maior tolerância às pragas e doenças por parte de nossas abelhas africanizadas.
A produção do mel no Brasil vem alcançando altos índices de crescimento: entre 2009 e 2010, o crescimento foi de 30%, já entre o ano de 2010 e 2011 o crescimento foi de 24%. Esse efeito se deve à melhoria da genética das abelhas utilizadas na produção do Brasil, bem como à melhoria da qualidade do mel produzido que foi impulsionado devido ao embargo exercido pela comunidade europeia ao mel brasileiro no ano de 2006. Outro fator a ser considerado é a não utilização de medicamentos por parte dos produtores nacionais, barateando a produção e tornando-a mais competitiva e atrativa no mercado mundial. Desta maneira, o Brasil ocupa, atualmente, a 11ª posição no ranking dos produtores mundiais, sendo o quinto maior exportador do produto.

## Produção de mel em Portugal
Na produção de mel em Portugal destaca-se uma lista de produtos com denominação de origem protegida que era composta, em 2012 por 9 referências.
A apicultura está muito disseminada em Portugal, com mais de 11 mil apicultores e 760.000 colmeias. Muitos destes apicultores dedicam-se de forma não profissional ao sector apícola.
As variedades de mel diferem muito em função da região do país. Falando de monoflorais temos, alguns exemplos: no Algarve o mel de laranjeira, o mel de alfarrobeira e mel de medronheiro. No Alentejo o mel de girassol, mel de trevo, mel de tomilho e mel de rosmaninho. Nas Beiras o mel de carvalho. Em Trás os Montes e Minho o mel de urze e mel de castanheiro.

## O uso do mel pelos nativos das Américas
O mel, assim como a cera produzidas pelas abelhas eram de extrema importância para os nativos das Américas. O mel era consumido ao natural ou usado para adoçar outros alimentos. A cera de abelha era usada na confecção de instrumentos musicais, na vedação de utensílios, como cola, polimento e lubrificação de artefatos e também na iluminação.
Os Asteca do México incorporavam o mel nas suas refeições matinais. As classes mais baixas tomavam atole (pasta de milho com água quente) adoçada com mel ou temperada com pimenta. As classes abastadas tomavam chocolate com mel e baunilha, ou milho adocicado, pimenta ou suco fermentado de agave.
Os Panará de Mato Grosso, os Parakanã do Pará, assim como os Kaiapó da Amazônia e os Tapirapé e os Bakairi de Mato Grosso, buscavam em suas coletas o mel que adoravam. As mulheres dos nativos  Erigpagtsá ou Canoeiro do rio Juruena, no Mato Grosso, faziam um furo na casca do fruto do cacau, através do qual misturavam os caroços com a polpa e adicionavam mel. A iguaria era oferecida aos homens que comiam o conteúdo quebrando o fruto. Entre os Surui de Rondônia os futuros pais faziam festa servindo bebida feita de mandioca, açaí e mel aos convidados, mas os anfitriões não podiam bebê-la.
Além de o saborearem ao natural, nativos do rio Negro faziam um prato cortando o abacaxi em quatro e o ralavam com a casca. A massa era misturada ao mingau de tapioca e cozida com mel. Os Wari de Rondônia coletavam e consumiam até o início do século XXI frutos de vários tipos de palmeiras como patauá, inajá, tucumã, buriti, babaçu e pupunha. Estes e outros frutos eram consumidos puros ao longo do dia ou acompanhados de bebidas doces feitas de milho, mel, tubérculos ou frutos.
Na década de 1940, enquanto os homens partiam em viagens de caça com o arco e flecha, uma rede de dormir às costas e espigas de milho, as mulheres dos Tupari do Pará faziam excursões diárias à floresta em busca de pequenos peixes, caranguejos e outros crustáceos e larvas de insetos, que eram consumidas com mel.
Os Paresi, do Mato Grosso, eram uns dos poucos índios da América do Sul que domesticavam abelhas. Mantinham-nas em cuias com duas aberturas, uma para a entrada dos insetos e outra, bloqueada com cera, por onde eram retirados os favos. Muitas tribos, como as que habitavam a Sierra Nevada de Santa Marta, na Colômbia, e as do oeste da Venezuela e os Maia de Cuitamal (México) praticavam a meliponicultura, ou seja, criavam abelhas para obtenção do mel. Indígenas das Américas criavam abelhas sem ferrão dos gêneros Trigona ssp. e Melipona spp. Com a introdução das abelhas com ferrão do gênero Apis spp. pelos europeus a partir de 1622 índios do México e América Central lideraram sua domesticação e criação.
Os Araweté do Pará ainda valorizam sobremaneira o consumo de mel de abelhas e vespas e os classificam em 45 tipos, comestíveis ou não. Associam a época de seu intenso consumo, que se inicia em setembro, à chegada à aldeia do espírito do Ayaraetã, o pai do mel, atraído pelos chamãs.
Os Kaiapó da Amazônia conheciam mais de cinquenta espécies de abelhas e as comiam cruas, assim como os marimbondos. Os Rikbaktsa do Mato Grosso empregam o mel como adoçante, misturado à água e para adoçar uma grande variedade de refrescos e sopas feitos de inúmeros vegetais.
Quando algum índio Cinta Larga do Mato Grosso em viagem ou caçada encontrava árvore com colmeia na floresta ele marcava o local e dias depois organizava excursão para retirar o mel. Também era o responsável por limpar o local, orientar a derrubada da árvore, remover os favos e distribuí-los aos companheiros, ficando com a maior parte para ele e sua família. Quando a colmeia era no solo os índios que estavam na frente colocavam um pedaço fino de madeira na entrada. Os que estavam atrás cavavam buracos que chegavam a três metros de profundidade para chegar à colmeia.
Os Botocudo de Minas Gerais quebravam com pedras o tronco da árvore que continha a colmeia expondo os favos. O mel era coletado com cascas de árvores e devorado. Transportavam o mel embebido em grandes bolas feitas do miolo do tronco de uma árvore. Os Parakanã do Pará derrubavam as colmeias das árvores e para transportar o mel, envolviam os favos em pínulas da palmeira jussara. Outra maneira de alguns índios transportarem o mel era colocá-lo em uma vasilha confeccionada com folhas sobrepostas e amarradas pelas duas extremidades.
Em algumas tribos amazônicas acreditava-se que a pessoa que estava plantando milho não podia se aproximar do fogo, não podia ter contato com certos peixes, principalmente os que se alimentavam de folhas e o mel da abelha jandaíra lhe era proibido. Os Kaiapó da Amazônia acreditavam que o grande herói e feiticeiro mitológico Bep-korôrô-ti morava nas nuvens e alimentava-se de mel e para obtê-lo lançava ventos e relâmpagos para quebrar galhos e derrubar árvores. Para acalmá-lo os índios ofereciam a ele oferendas e alimentos. Supunham também que os marimbondos possuíam sociedade semelhante à do homem.